# Wabasso hilairoides
Wabasso hilairoides là một loài nhện trong họ Linyphiidae.
Loài này thuộc chi Wabasso. Wabasso hilairoides được Kirill Yuryevich Eskov miêu tả năm 1988.